# Депју (Њујорк)
Депју (енгл. Depew) град је у америчкој савезној држави Њујорк.

## Демографија
По попису из 2010. године број становника је 15.303, што је 1.326 (-8,0%) становника мање него 2000. године.
| Група             | 2000.          | 2010.          |
| Белци             | 16.213 (97,5%) | 14.575 (95,2%) |
| Афроамериканци    | 105 (0,6%)     | 184 (1,2%)     |
| Азијати           | 67 (0,4%)      | 101 (0,7%)     |
| Хиспаноамериканци | 122 (0,7%)     | 261 (1,7%)     |
| Укупно            | 16.629         | 15.303         |